# Sabine Brose
Sabine Brose (* 7. März 1966 in Ost-Berlin) ist eine deutsche Filmeditorin.

## Leben
Sabine Brose war Regieassistentin beim Volkstheater Rostock und machte danach eine Ausbildung zur Editorin in Schwerin. Seit Mitte der 1990er Jahre schneidet sie sowohl Kinofilme als auch TV-Produktionen. 2013 wurde sie für den Film Zappelphilipp mit dem Deutschen Kamerapreis (Bester Schnitt – Fernsehfilm) ausgezeichnet.
Sabine Brose ist Mitglied der Deutschen Filmakademie und im Bundesverband Filmschnitt Editor e. V. (BFS).

## Filmographie (Auswahl)
- 1998: Edgar Wallace: Die unheimlichen Briefe
- 1998: Whiteface
- 1999: Schande
- 2000: Otto – Der Katastrofenfilm
- 2002: Das Schloss des Grauens
- 2004: Samba in Mettmann
- 2006: Die Frau des Heimkehrers
- 2007: Schattenkinder
- 2008: 12 heißt: Ich liebe dich
- 2009: Frau Böhm sagt Nein
- 2012: Zappelphilipp
- 2013: Hier und Jetzt
- 2013: Alles für meine Tochter
- 2014: Elly Beinhorn – Alleinflug
- 2015: Hördur – Zwischen den Welten
- 2017: Ich werde nicht schweigen
- 2017: Zwischen Himmel und Hölle
- ab 2017: Praxis mit Meerblick (Fernsehserie)
  - 2017: Willkommen auf Rügen (Folge 1)
  - 2018: Der Prozess (Folge 3)
  - 2019: Unter Campern (Folge 4)
  - 2019: Der einsame Schwimmer (Folge 5)
  - 2020: Alte Freunde (Folge 7)
  - 2020: Sehnsucht (Folge 8)
  - 2021: Hart am Wind (Folge 12)
  - 2022: Mutter und Sohn (Folge 13)
  - 2022: Was wirklich zählt (Folge 14)
  - 2023: Rügener Sturköpfe (Folge 16)
  - 2023: Dornröschen (Folge 17)
  - 2024: Kleine Wunder (Folge 19)
  - 2024: Die Kämpferin (Folge 20)
  - 2024: Schiffbruch (Folge 21)
  - 2024: Geheimnisse (Folge 22)
- 2020: Ziemlich russische Freunde (Fernsehfilm)